# 布列塔尼 (搜救犬)
布列塔尼（英語：Bretagne，1999年8月25日- 2016年6月6日）是一隻參與過911事件搜救工作的美國搜救犬。牠在2016年因腎衰竭而被迫接受安樂死，成為最後一隻逝世的911搜救犬。

## 生平
1999年8月25日出生於美國德克薩斯州，在八個月大時即被當地消防員丹妮絲·科利斯（Denise Corliss）收養，並受訓加入搜救部隊，成為一隻搜救犬。

### 911事件的搜救工作
2001年9月，美國紐約市曼哈頓發生911恐攻事件；時年2歲、任職於德州第一特遣隊的布列塔尼隨同丹妮絲抵達事發現場，與其他的三百多隻搜救犬展開為期兩週的搜救工作，每天連續工作近12小時。
在此之後，布列塔尼還相繼參與了2004年伊凡颶風、2005年卡崔娜颶風、2005年麗塔颶風等美國重大災難的搜救工作。

### 晚年與去世
2008年，9歲的布列塔尼正式退休，牠隨即成為家鄉一間小學的伴讀犬。在布列塔尼13歲時，牠的關節便開始逐漸退化。其主人丹妮絲為此在家中增設游泳池，以改善問題。2015年9月，布列塔尼的16歲慶生派對受邀於紐約市舉行，當天牠的照片亦被登上時代廣場的廣告看板。
晚年的布列塔尼健康狀況急遽惡化，自16歲起牠更患上了腎衰竭。2016年，當牠連續三天停止進食後，丹妮絲便決定要為牠實施安樂死，以結束其痛苦。6月6日，布列塔尼於德州的一家獸醫院接受安樂死，當地的20多名消防員皆前來向牠致敬送別；牠的遺體特地被覆上了美國國旗以茲表彰，並最終送至德州農工大學作解剖研究用。

## 紀念
為紀念布列塔尼作出的貢獻，2017年德州政府在休士頓市郊的賽普里斯豎立了布列塔尼的銅像，於9月11日（即911事件的16週年）當天正式揭幕，銅像刻意被設在布列塔尼曾任職的消防分局旁。設計師莉娜·托里奇（Lena Toritch）表示該銅像除了為表彰布列塔尼的英勇事蹟之外，也呈現了牠「青春、美好的時期和牠的笑容。」。

## 榮譽
- 2014年獲美國人道協會頒予年度狗英雄獎[20]